# Pindelo
Pindelo is een plaats (freguesia) in de Portugese gemeente Oliveira de Azeméis en telt 2653 inwoners (2001).